# Cola di Rienzo

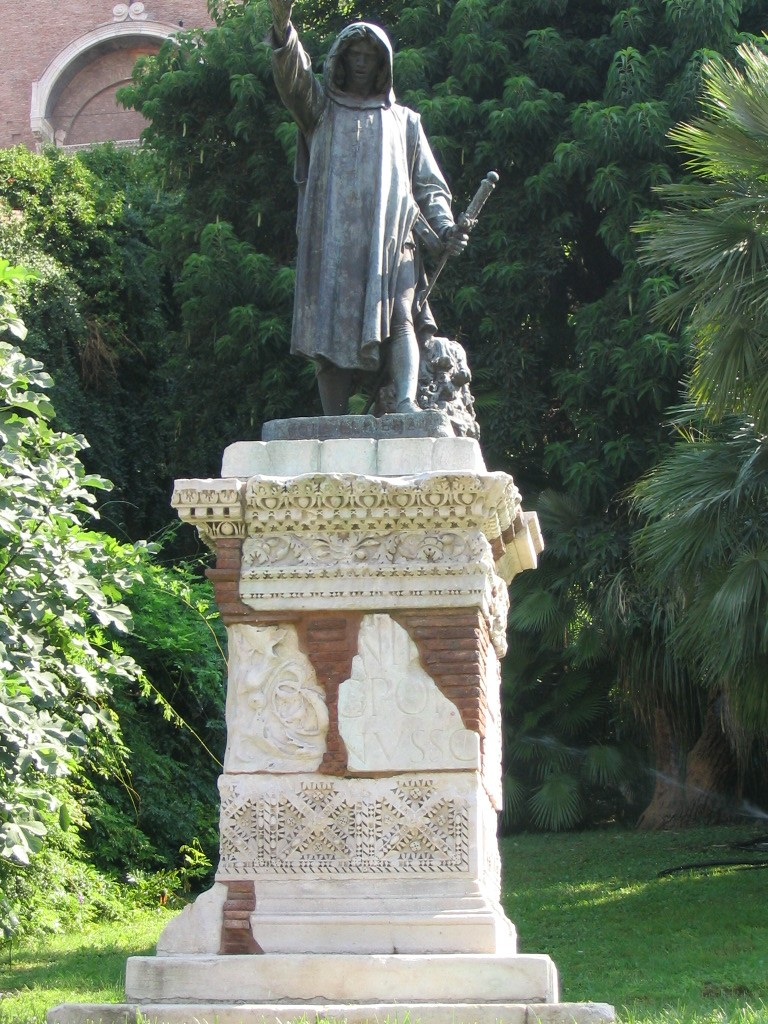
Památník Coly di Rienza v Římě

Cola di Rienzo (celým jménem Nicollo di Lorenzo Gabrini) (1313 nebo 1314, Řím – 8. října 1354, tamtéž) byl kontroverzní italský politik a tribun lidu. Působil také jako italský humanista, ale nejvýrazněji se prosazoval v politice. Pracoval také jako notář.

## Život

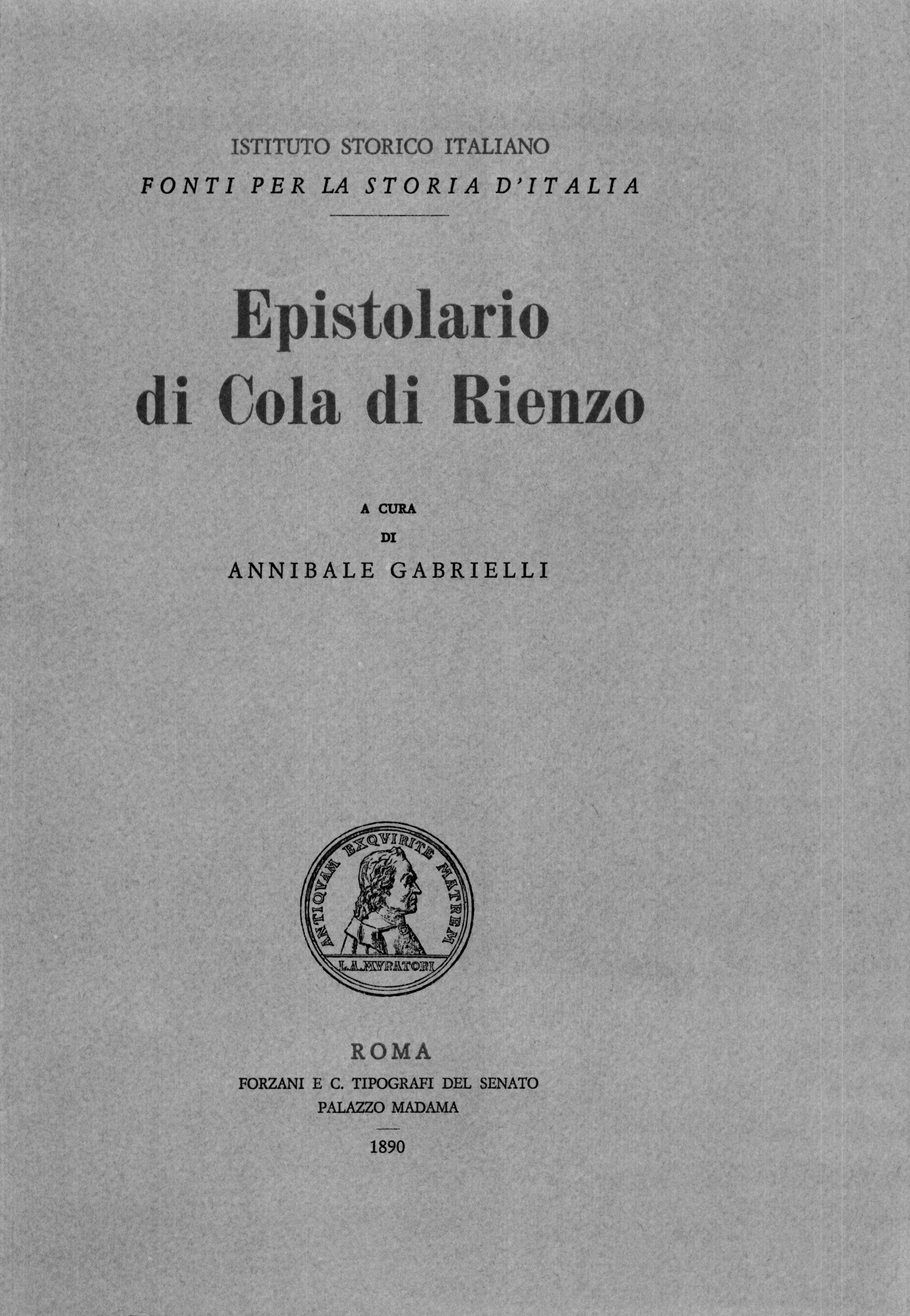
Epistolario di Cola di Rienzo

Byl významným politikem, nadaným řečníkem a tribunem lidu. Narodil se jako syn hostinského a pradleny a obdržel jen základní vzdělání. Dalších znalostí se domohl svými schopnostmi a pobytem v intelektuálním prostředí. Oženil se s dcerou notáře a v tchánově společnosti se snažil pracovat jako notář. Obdivoval antickou filozofii a ideály Římské republiky. Roku 1347 se pokusil mocensky ovládnout Řím, což se mu díky charismatické přesvědčivosti řečnického projevu na krátkou dobu úspěšně podařilo. Své úsilí směřoval k sociálním a politickým reformám, podporoval řemeslníky na úkor obchodníků a šlechty.
Cola di Rienzo měl s Itálií velké až velikášské plány, usiloval o její sjednocení. Básník Petrarca, patřící k Rienzovým obdivovatelům, jej oslavoval jako nového Bruta. Cola pro své plány získal podporu neapolské královny Jany, která se však od něj později odvrátila, neboť Rienzo odmítal monarchii a pokoušel se o nastolení republiky s centrem Římě. Pro odpor šlechty své plány nemohl realizovat, byl obviněn z kacířství. Od roku 1348 žil mezi poustevníky v kraji Abruzzo, byl však pronásledován inkvizicí. V roce 1350 uprchl do Prahy za Karlem IV., kterého chtěl přimět, aby podpořil jeho plán na sjednocení Itálie. Císaře a českého krále všal pro své záměry nezískal, místo toho skončil ve vězení – napřed v Praze a později na arcibiskupském hradě v Roudnici nad Labem. Zde Rienzo napsal několik svých děl, což ovlivnilo české vzdělance té doby. V roce 1352 vydal Karel IV. Rienza papeži Klimentovi VI. do Avignonu. Tam byl Rienzo souzen inkvizičním tribunálem hrozil mu trest smrti. Nakonec však byl potrestán pouze vězením a po nástupu nového papeže Inocence VI. byl propuštěn.

## Závěr života
V roce 1354 papež Inocenc VI. poslal Rienza do Říma, aby tam nastolil papežskou moc. Rienzo toho využil, prohlásil se tribunem římského lidu a nastolil v Římě vlastní autoritářský režim. Rienzo sice prosazoval své sociální reformy, ale odpůrce, především z řad šlechty, nemilosrdně popravoval. Jeho vláda však trvala jen několik měsíců. Brzy si získal pověst tyrana a při povstání v témže roce byl lynčován davem nespokojených Římanů. Povstalci ho vytáhli z domu, vlekli ulicemi a nakonec probodli kopím na místě, kde předtím sám pořádal popravy.

## Zobrazení v kultuře
Jeho život je motivem opery Rienzi německého skladatele Richarda Wagnera.